# 地铁2033 (小说)
《地铁2033》（俄语：Метро 2033），是由俄罗斯作家德米特里·格卢霍夫斯基（Дми́трий Глухо́вский，Dmitry Glukhovsky）所著的一本科学幻想小说。小说讲述了在核战之后幸存的人们在莫斯科地铁里生活，而地铁下的幸存者们的生活也面临着诸多威胁，在与地铁里的同类、变异生物以及各种各样的未知事物斗争。

## 内容简介
这是一本灾难小说。發行於2005年，英文版於2010年3月18日發布。
西元2033年，由于核战爆发，整个世界都笼罩在辐射之下，人类几乎死尽。仅存的人类躲藏在莫斯科的地铁站里挣扎求生，布满辐射尘的地表已为各种变种生物所占据，地底的列车站台成了人们最后的聚集地。人类的生存空间在那些日益增多的变种生物的威胁下一天天缩小，人类几乎绝迹。
故事的主角阿尔乔姆是核爆之前出生的生存者，他的兴趣是收集战前的风景明信片，梦想地表的模样；某日，一起突如其来的事件迫使阿尔乔姆踏上旅途，前往其他的站台求援，以拯救自己居住的地铁站以及最后人类的命运……

## 作者简介
德米特里·格卢霍夫斯基，1979年出生于莫斯科。拥有新闻学与国际关系双学位。长期在欧洲各国媒体工作，曾探访过世界许多国家甚至参加过北极探险。除了俄语，德米特里还精通多国语言，如英、法、德、西班牙文与希伯来文，曾在俄罗斯最有名的电台工作。2022年因批評俄烏戰爭被俄羅斯聯邦列入通緝名單，2023年8月遭俄羅斯法院以缺席審判而處以8年徒刑，目前流亡海外。

## 相关作品
- 地铁2033 (游戏)
- 地铁2034